# 史铁林
史铁林，华中科技大学教授，主要从事微系统与微制造、封装及可靠性等领域的研究。现任华中科技大学机械科学与工程学院常务副院长,还兼任中国振动工程学会常务理事等多个学术职务。曾于2011年入选中国教育部长江学者特聘教授。